# دنی پینو
دانیل گونزالو «دنی» پینو (به انگلیسی: Danny Pino) (زاده: ۱۵ آوریل ۱۹۷۴) بازیگر آمریکایی است. از نقش‌های مهم او می‌توان به کارآگاه نیک در مجموعه تلویزیونی قانون و نظم: واحد قربانیان ویژه اشاره کرد.

## زندگی شخصی
دنی پینو متولد شهر فلوریدا است و اصلیت کوبایی دارد. وی تحصیلات خود را در همان شهر ادامه داد و در سال ۱۹۹۶از دانشگاه بین‌المللی فلوریدا فارغ‌التحصیل شد. او در سال ۲۰۰۲ با لیلی ازدواج کرد و از او دارای دو فرزند است.

## فیلم شناسی
- سی‌اس‌آی: نیویورک
- دشت سوزان
- شهر گمشده (فیلم)
- مهره سوخته
- قانون و نظم: واحد قربانیان ویژه
- رسوایی (مجموعه تلویزیونی)
- آن سوی خط